# パックフロント

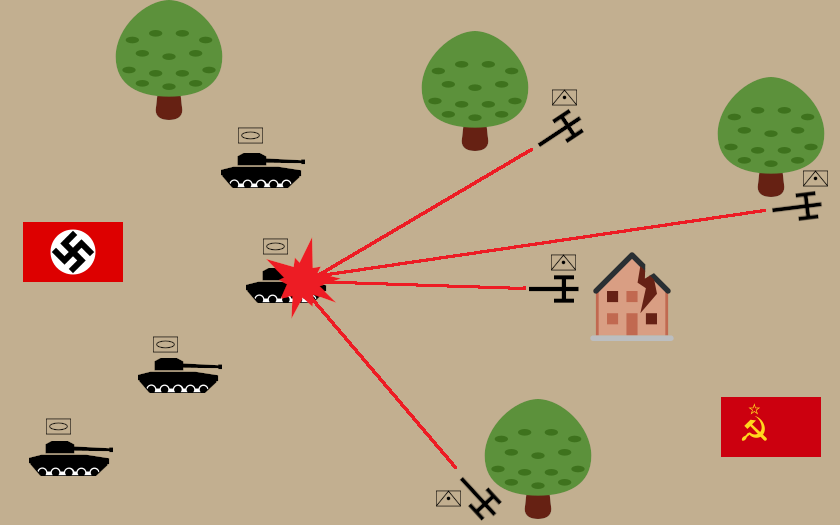
ソ連軍によって使用されたパックフロント戦術の概念図

パックフロント (PaKfront) は、第二次世界大戦中に東部戦線でドイツ国防軍によって開発された防御的な戦術である。ドイツの牽引式対戦車砲、 PaK ( Panzerabwehrkanone、「対戦車砲」)の頭字語の発音にちなんで名付けられた。ソ連赤軍はすぐにこの戦術を模倣し、1943年7月にクルスクの戦いで大きな効果を上げた。

## ドイツ軍の戦術
1941年後半から1942年にかけての東部戦線でのソビエト軍の大規模な攻撃の間、ドイツ軍は、中央指揮官のいない個別または小グループで活動する対戦車砲がすぐに制圧されることに気付いた。
パックフロントはこれに対抗するために開発された。1人の将校の指揮下に、最大10門の対戦車砲のグループが配置された。将校は目標を指定し、大砲の射撃を命令した。これにより、ドイツは効果的な対戦車待ち伏せ攻撃を行うことができた。グループの対戦車砲すべてが同じ標的に対して一度に発砲することで、敵部隊に対して与える衝撃と動揺を最大化し、反撃の可能性を最小限に抑えることに成功した。